# Warsow (gra komputerowa)
Warsow – gra komputerowa z gatunku first-person shooter wydana 8 czerwca 2005, umożliwiająca graczom pojedynki przez Internet. Grafika w formie kreskówki została stworzona na bazie silnika Qfusion poprzez dodanie cel-shadingu. Warsow został udostępniony na licencji GPL.

## Cechy gry
- samodzielna gra dla platform Windows, Linux oraz macOS
- FPS zorientowany na prędkość, tricki i sztukę poruszania się
- bonusy – quad damage, warshell, megahealth, pancerze, apteczki
- kreskówkowa grafika utrzymana w jasnych, matowych kolorach
- 8 różniących się od siebie broni: gunblade, pistolet maszynowy, dubeltówka, granatnik, broń plazmowa, broń laserowa, wyrzutnia rakietowa, electrobolt, (lub instagun w trybie instagib)

## Lista trybów gry
- każdy na każdego (deathmatch)
- deathmatch – 1 na 1
- drużynowy deathmatch (TDM – team deathmatch)
- zdobądź flagę (CTF)
  - Capture the Flag: Tactics - podział graczy na klasy i drużyny, każda klasa ma dwie unikalne umiejętności
- wyścig
- instagib – pojedynek na tzw. „instagun” (jeden strzał – jeden frag)
- rage deathmatch (RDM) - tryb, gdzie fragi punktowane są za odległość od przeciwnika i prędkość poruszania się
- headhunt - na początku rozgrywki jeden gracz otrzymuje status headhuntera i gra sam na pozostałych. Status przenosi się poprzez zfragowanie headhuntera. Tylko headhunter dostaje punkty za fragi.
- clan arena – tryb wprowadzony w wersji 0.3 zamiast midair (dostępny także w Quake III: Arena)